# Волива, Уилбур Гленн
Уи́лбур Гле́нн Воли́ва (англ. Wilbur Glenn Voliva, 10 марта 1870 — 11 октября 1942) — американский религиозный деятель, активный сторонник и пропагандист идеи плоской Земли, бессменный глава («генеральный надзиратель/главный настоятель», англ. general overseer) города Зайон-Сити (англ. Zion City) в штате Иллинойс с 1906 по 1937 годы.

## Биография
Родился 10 марта 1870 года на ферме в штате Индиана в религиозной методистской семье. Отец, адвокат Джеймс Волива, исповедовал методизм изначально, а мать Ребекка была перешедшей в методизм пресвитерианкой. Сам Уилбур, также первоначально бывший методистом, в 14 лет перешёл в пресвитерианство, став членом Реформатской Пресвитерианской Церкви. Впоследствии, с 1889 года на протяжении 10 лет, он проходил обучение в различных семинариях и библейских колледжах. С 1889 по 1894 годы проходил учёбу в религиозном колледже в городе Мером (округ Салливан, Индиана), по окончании которого был рукоположён в священники (по другим сведениям, Волива был рукоположён как раз в 1889 году). В 1897 году он окончил библейский колледж в Хираме в штате Огайо, по окончании Волива был пастором в городе Вашингтон-Корт-Хаус в том же штате. В 1898 году его привлекло учение Джона Александра Доуи, пастора и проповедника шотландского происхождения и главу Христианской вселенской (католической) церкви в Сионе (англ. Christian Catholic Church in Zion, ранее — «Международная ассоциация божественного исцеления» (англ. International Divine Healing Association)), прославившегося тем, что якобы исцелял людей силой веры, и призывал отказываться от лечения с помощью врачей. В конце концов Волива, до этого подумывавший о том, чтобы пойти по стопам отца, присоединяется к церкви Доуи 22 февраля 1899 года, а 2 апреля того же года, рукоположённый в старейшины, начинает руководить деятельностью церкви в Чикаго, через год — в Цинциннати. Проповедческая деятельность Воливы дала успешные плоды: в церковь было привлечено столь значительное количество неофитов, что Доуи поднял ему жалованье. В том же 1899 году, приобретя участок площадью 6000 акров неподалёку от Чикаго у границы с Висконсином, Доуи основывает там город Зайон-Сити, он же Сион, главой которого и становится, установив теократическую форму правления. Единственным храмом в городе была «Скиния Силома» (англ. Shiloh Tabernacle) вместимостью в 7000 человек, как раз и принадлежавшая Христианской вселенской церкви. Вместе со множеством сторонников в новый город-коммуну переселился и Волива, став старейшиной церкви, будучи рукоположённым в этом статусе 4 августа 1901 года. Однако уже 10 августа Волива, по повелению Доуи, переезжает в Австралию для руководства тамошней миссии этой церкви, находившейся в упадке со времён отъезда Доуи, поскольку он долгое время жил в Австралии и основал свою церковь именно там. В Австралии Волива руководит основывает штаб-квартиру церкви в Мельбурне, впоследствии открываются филиалы и в Аделаиде и Сиднее, а также миссии в Новой Зеландии. Воливе удалось удержать австралийско-новозеландскую миссию на плаву, более того, увеличив количество членов до нескольких тысяч. В 1903 году церковь была переименована в Христианскую католическую (вселенскую) апостольскую церковь (англ. Christian Catholic Apostolic Church), по другим данным церковь переименовали в 1906 году.
В 1905 году Доуи переносит инсульт, и в ноябре того же года он отправляется на Ямайку, на лечение (перед этим он отправился в Мексику для основания новой общины). Там он тратил на здоровье 2000 долларов ежедневно. Заместителем Доуи, и временным руководителем Сионом в отсутствие Доуи был назначен Волива, получивший телеграмму от Доуи 29 декабря 1905 года, и прибывший в Сион в феврале 1906 года. Однако ввиду недовольства Доуи из-за его роскошного образа жизни, коррумпированности и обвинений в полигамии (в прессу поступили сведения о будто бы имевшимся у Доуи гареме из молодых наложниц), в том же 1906 году сионцы отстранили его от руководства церковью (в смещении Доуи принимала участие и члены его же собственной семьи) и избрали на его место Воливу. Волива обвинил Доуи в деспотии, лицемерии и взяточничестве, по его показаниям (а также по данным правоохранительных органов), вместе с Доуи исчезло $2,5 млн. Несмотря на то, что попытки Доуи оспорить своё смещение через суд окончились безуспешно, ему всё же было назначено пособие. Доуи умер 7 марта 1907 года в Сионе.
На момент отстранения Доуи, Сион переживал упадок, поскольку из-за махинаций с ценными бумагами и огромных трат Доуи на личные нужды предприятия города были в больших долгах. Талантливый организатор Волива, заручившись поддержкой своих прихожан, жёсткой рукой вывел город из больших долгов, и город вновь начал процветать, к 1910 году население города насчитывало 7000 человек. Церковь Доуи-Воливы полностью контролировала жизнь города, к тому же 1910 году Волива стал единоличным владельцем всего имущества города ценой в $11 млн, а в 1914 году горсовет проголосовал за передачу всех городских парков в личную собственность Воливы. Несмотря на то, что у Сиона были мэр и администрация — горсовет, де-факто городом управлял Волива, которому они и подчинялись. Теократическая «партия» Воливы, дабы сохранять руководство над городом, не гнушалась в том числе и фальсификациями выборов, лжесвидетельствами и запугиваниями. Иногда назначенные Воливой чиновники отказывались включать конкурирующие списки кандидатов в избирательные бюллетени. Известен по крайней мере, один случай, когда соратники Воливы составили, согласовали и внесли в бюллетени избирательный список со стороны Республиканской партии без ведома самих местных республиканцев. Приобретение Воливой имущества также осуществлялось в том числе запугиванием и слёзными просьбами верных ему прихожан.
Большинство горожан работало на 26 предприятиях принадлежавшей Воливе корпорации «Zion Industries», которые производили, например, кружева, печенья с инжиром и шоколадные батончики. Эти предприятия были фактически градообразующими, рабочие получали низкую зарплату. Городские службы Сиона были развиты слабо: так, мусор вывозили редко, а после дождя грунтовые дороги превращались в слякоть. За порядком в городе следила т. н. «Преторианская гвардия» (англ. Praetorian Guard) из 800 человек, по существу бывшая полицией. На шлемах полицейских, вооружённых дубинами (в кобурах вместо пистолетов были карманные Библии), была надпись «терпение» (англ. patience), а на рукавах были шевроны с изображением голубя.
При Воливе, в храме была воздвигнута сеть из семи органов, соединённых электронно, общая численность труб которых доходила до пяти тысяч. Органы были освящены 12 июня 1912 года.
С 1916 года в Сионе начинают функционировать приходские школы, также в городе существовали и государственные школы, к сожалению, закрытые[когда?]

 по приказу самого Воливы. Школьный совет долгое время управлялся теократической «партией» Воливы.
Учение Христианской вселенской апостольской церкви распространялось в информбюллетене «Листки/листья исцеления» (англ. Leaves of Healing), выходившем ещё с 1886 года, также в 1907—1910 годах выходила еженедельная газета «The Zion Herald», а в 1914—1918 годах в Сионе выходила газета «The Theocrat». В 1923 году в городе была открыта радиостанция WCBD с аналогичной целью и мощностью 5000 Вт, станция располагалась в специально построенном для этого здании в центральном парке города, строительство обошлось в $ 50000. Её девиз гласил: «Там, где правит Бог, человек процветает». Сам Волива регулярно появлялся на радиопередачах этой станции. Передачи WCBD слушали на всей территории США и даже в Австралии, а также на кораблях в море. Некоторые из слушателей под влиянием передач станции переселялись в Сион. Таким образом, Волива стал первым проповедником-евангелистом с собственным радио, и своего рода, одним из предтечей телевангелизма. Также Волива, как и Доуи, совершал путешествия по США и миру с целью проповеди. Волива посетил, в частности, Северную Африку, Индию и Китай. Конкретно в 1912 году Волива совершил на поезде своего рода турне по многим американским городам, включая Сент-Пол, Сиэтл, Портленд, Сан-Франциско, Лос-Анджелес, Сан-Антонио, Новый Орлеан и Сент-Луис, а также канадские Виннипег и Ванкувер.
После Великой депрессии Сион вновь переживает упадок, и власть Воливы начинает угасать. Для преодоления кризиса Волива сокращает расходы и организует массовые молебны. В городе появляется больше людей, не являвшихся прихожанами церкви Воливы. Большим ударом для Воливы стала победа на выборах главы школьного совета, прошедших в 1934 году, Ониаса Фарли (англ. Onias W. Farley) из их числа (со стороны Воливы кандидатом был Сильвестр Де Пью (англ. Sylvester De Pew)). Даже фальсификации не смогли исправить результаты выборов. Вечером 18 апреля супруга Фарли устроила у дома Воливы демонстрацию против него, после того как Волива объявил о закрытии приходской школы. В свою очередь, миссис Фарли обвинила мужчин-сионцев в недостатке мужества и заявила, что убедит женщин Сиона выгнать Воливу из города. Тогда на следующий день разгневанный Волива выступил перед двухтысячной толпой с проповедью, в которой угрожал обидчикам:

Вам, люди, лучше быть осторожными. Я был воспитан как стрелок. <…> Сейчас я хорошо вооружен и в целях самообороны готов убить человека при первой же возможности!
Оригинальный текст (англ.)I was brought up as a gunman. <…> I’m heavily armed now and I’ll kill a man at the drop of a hat in self-defense.

Однако Фарли не испугался, вновь открыв незаконно закрытые Воливой государственные школы.
В 1935 году «Zion Industries» обанкротилась, а сам Волива был отстранён от главенства церкви (которая убрала слово «апостольская» из названия) по результатам проигрыша теократической «партии» на выборах, и дабы вернуть себе былую славу, Волива решается поставить в Скинии Силома спектакль о «страстях Сиона», наподобие аналогичного, ставящегося в баварской коммуне Обераммергау. Волива не прогадал, и к концу 1936 года спектакль увидело 60 000 человек. Однако в 1937 году некий подросток, чьи родители разорились из-за Воливы, совершил поджог здания храма, в результате которого сам храм и здание радиостанции (а заодно и записи передач с большей частью оборудования) сгорели дотла. Денег на их восстановление у церкви не было, и в том же 1937 году сам Волива был признан банкротом с долгами в размере свыше миллиона долларов. В 1938 году новые власти обязали наклеить на машины всех сионцев, в том числе и самого Воливы, наклейку с изображением земного шара, дизайн разработал один из бывших учеников приходской школы.
С 1939 года Волива обосновался во Флориде, лишь изредка наведываясь в Сион (хотя зиму Волива проводил там и до этого, начиная с середины 1930-х). Во Флориде он также планировал построить новую религиозную коммуну. В 1942 году Воливе был поставлен диагноз неизлечимой формы рака, тогда он, как и Доуи, живший весьма расточительно, совершил публичное признание перед своими последователями в том, что растратил средства церкви в личных целях. Здоровье вернувшегося тогда из Флориды Воливы было подорвано окончательно, и 11 октября 1942 года он скончался в Сионе, несмотря на диету, которая включала пахту и бразильские орехи, которой следовал с 1920-х годов, и на отказ от мяса, благодаря которым он рассчитывал прожить 120 лет. Волива утверждал:

Если я умру раньше 1990 года, я удивлюсь больше, чем кто-либо.
Похороны Воливы провёл его наследник на посту «генерального надзирателя», Майкл Минтерн (англ. Michael Mintern). В некрологе в газете «Waukegan News-Sun» Волива характеризовался следующим образом:

Со смертью Уилбура Гленна Воливы, главного настоятеля Христианской Вселенской церкви Сиона, город потерял талантливую, энергичную личность, чье имя и дела хорошо известны во всем мире.

Можно соглашаться или не соглашаться с идеями настоятеля Воливы, с методами, которые он использовал для их осуществления, но нельзя отрицать, что это был энергичный, решительный человек с сильным характером, способный вдохновить огромные массы людей. Человек, который руководил церковью тридцать пять лет, был политическим лидером и бизнесменом, должен обладать решимостью, большой силой воли и незаурядными талантами.
В настоящее время Сион является обычным американским городом, в котором мало что напоминает о временах Воливы, несмотря на то, что Христианская вселенская церковь, ныне носящая название «Общинная церковь Христа», действует в городе до сих пор и обладает некоторой властью.

### Семья
- Первая жена — Молли Стил Волива (англ. Mollie Steele Voliva), дочь врача, уроженка деревни Палестина[англ.] (округ Крофорд штата Иллинойс), познакомилась с Уилбуром Воливой во время учёбы в колледже и вышла за него замуж 11 августа 1891 года. Отличалась тихим характером, в то же время была умна и поддерживала мужа в его служении. В конце 1913 года заболела, ей был поставлен диагноз инфекции лимфатических узлов. Несмотря на то, что отец Молли был врачом, муж уговаривал её довериться лишь Богу, а тестю отказывал её лечить. В итоге, 4 февраля 1915 года она скончалась в возрасте 45 лет[7].
- Вторая жена — Ида Волива (англ. Ida Voliva, девичья фамилия — Эмануэльсон (англ. Emanuelson)), вышла замуж за Воливу в 1916 году в возрасте 27 лет. До замужества была учительницей физики в приходских школах Сиона.

## Взгляды
Как и его предшественник, Волива придерживался ультраконсервативных взглядов, он считал, что допустима только буквальная трактовка Библии, и называл себя «единственным человеком в США, который верил в Библию», а также «единственным истинным фундаменталистом во всём мире», кроме того намереваясь «евангелизировать» всю остальную часть США, а затем Европу. «Я не встречал ещё ни студента, ни профессора, который знал бы хоть на миллионную долю больше, чем я, по любому вопросу» — утверждал он. Как и Доуи, Волива считал, что болезни — дело рук дьявола, и что исцелять их надо только молитвами.
К 1920-м годам Сион стал известен как город с наибольшим количеством запретов в США. В Сионе, помимо медицины (и в том числе вакцинации) были запрещены алкоголь (с пьяными сионская полиция расправлялась особенно жестоко: так один из сионцев, будучи ребёнком при Воливе, вспоминал, что отца, полицейские, задержавшие его за пьянство, выбили ему глаз), курение (при высадке поездов на сионском вокзале полицейские арестовывали курильщиков, а в 1916 году глава полиции был лично уволен Воливой за курение), ругательства, употребление в пищу свинины, устриц, лобстеров; игральные карты, театр, кино, опера, цирк, профсоюзы, жевание жвачки, чтение газет, содержание домашних животных, ношение очков, танцы, поцелуи вне брака, колдовство и масонство и даже свист по воскресеньям (вообще, по воскресеньям была запрещена любая деятельность, кроме посещения храма, по этому поводу шутили, что даже поминки веселее, чем воскресенье в Сионе). С распространением автомобилей в городе было запрещено ехать со скоростью более 5 миль в час, а автобусам и вовсе было запрещено там останавливаться. Жителям запрещалось собираться более 2 человек в общественных местах, после 21:00 сионцам предписывалось находиться дома. Женский дресс-код Сиона был строгим: запрещались макияж, коротко стриженые волосы, обувь на высоких каблуках, юбки и платья выше колен, одежду с глубоким вырезом, короткими рукавами и без воротников. Также женщинам было запрещено садиться на лошадь. Мужчинам, в свою очередь, запрещалось плевать на улицах и носить коричневую обувь. Купаться сначала разрешалось только голышом, а впоследствии — только в купальниках, максимально закрывавших тело, да и то, с августа 1922 года мужчины купались не менее, чем в 50 футах от женщин, включая собственных жён. С другой же стороны, появляться в купальниках в общественных местах также было запрещено. Любые религиозные объединения, кроме Христианской вселенской апостольской церкви запрещались, заезжие проповедники подвергались гонениям со стороны «Преторианской гвардии». Сам Волива с амвона публично оскорблял и унижал другие религиозные объединения, их прихожан и глав. Однако, несмотря на это, в Сионе были т. н. «независимые», не относящиеся к Христианской вселенской апостольской церкви (некоторая их часть появилась после отстранения Доуи, также в их число входили проживавшие на этом месте до основания Сиона поселенцы-методисты и их потомки), Волива называл «независимых» «грязными собаками», а их детям было запрещено играть в городских парках и было предписано учиться в отдельных школах. Тем не менее, многие «независимые» владели предприятиями города, так, ряд из них, располагавшихся по 27-й улице и принадлежавшие «независимым», прихожане церкви Воливы называли «крысиным рядом» (англ. rat row). Нарушение установленных правил каралось штрафом и изгнанием из города, также нарушителей мог ждать срок в местной тюрьме. Однако в 1930-е годы запреты были немного смягчены для обеления репутации Сиона и для привлечения инвесторов. Но и до этого некоторые сионцы специально выезжали за пределы города, например, за выпивкой, или ради походов в кино.
Вообще, Волива управлял городом гораздо жёстче и строже, нежели Доуи, вплоть до того, что Волива лично выбирал брачных партнёров. На его первой службе в Сионе Волива заявил, что если кто-нибудь во время его проповеди заговорит, то ударит того книгой. Волива систематически подавлял любые проявления несогласия в городе. Имя Воливы было написано на магазинах, храме, многочисленных плакатах и билбордах и даже на товарных чеках. Несмотря на то, что Волива навёл в городе порядок, ему удалось добиться гораздо меньшей популярности, нежели Доуи. Своим характером и убеждениями он оттолкнул многих последователей Доуи.
С 1914 года Волива стал активно бороться с явлениями, которые он определял как «троицу зла»: эволюция, современная астрономия и критика Библии. Волива заявлял: «Мы не позволим Слову Господню капитулировать перед безбожными астрономами».
Взгляды Воливы не поддерживались даже другими американскими креационистами, считавшими его мракобесом (хотя были некоторые из них, кто поддерживал Воливу). В свою очередь, Волива заявлял, что «т. н. фундаменталисты <…> изгнали мошку эволюции, но проглотили верблюда современной астрономии» (англ. so-called Fundamentalists of the Churches, in opposition to Modernism, strain out the gnat of Evolution and swallow the camel of Modern Astronomy), и что «эволюция — всего лишь комар по сравнению со злом, причиняемым учением Коперника». Один из выпусков «Листков веры» 1930 года был полностью посвящён астрономии. Волива, в частности, насмехался над представлениями астрономии о расстоянии между Землёй и Солнцем, утверждая, что мнение о расстоянии до Солнца в 92 млн миль (146 млн км) это, якобы, так же глупо, как если бы некто построил в дом в Сионе, а светильник зажёг в Кеноше (город в штате Висконсин в 100 милях или 160 км от Сиона). В 1925 году Волива собирался участвовать в качестве свидетеля обвинения на известном в ту пору т.н. «Обезьяньем процессе», проходившем в штате Теннесси, во время которого судили учителя Джона Скоупса, нарушившего действовавший в штате законодательный акт о запрете преподавания теории эволюции. Обвинитель, консервативный политик Уильям Дженнингс Брайан, бывший госсекретарь США, по мнению Воливы, был «недостаточным фундаменталистом», поскольку считал Землю шаром, ведь «если он отрекся от современных теорий биологии, то обязан отречься и от современных теорий геологии и астрономии, как мы». Однако Воливу не допустили на судебные заседания, хотя, как полагают, у Воливы были большие планы, он не один раз предлагал Брайану составить коалицию на следующих президентских выборах. Волива, если бы неоднократно баллотировавшийся Брайан стал бы-таки президентом, по своей задумке должен был бы стать госсекретарём. Однако амбициозным мечтам Воливы не суждено было сбыться, поскольку спустя пять дней после окончания «Обезьяньего процесса» Брайан умер.

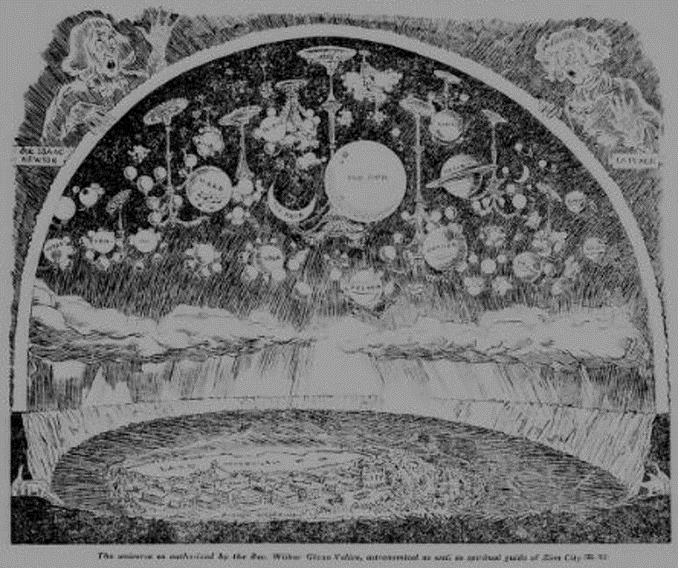
Модель мира по Воливе, на которую смотрят удивленные Ньютон (слева) и Коперник (справа). Карикатура из газеты «New-York Tribune», 1922 г.

Больше всего Уилбур Волива прославился как плоскоземелец. Волива объяснял журналистам, что «форма Земли похожа на стейк на круглой тарелке, окруженный ободком из картофельного пюре». «Пюре» на самом деле якобы были стенами льда, за которыми был край земли, и которые, по мнению Воливы, преодолеть человеку было бы невозможно из-за жутких холодов, а корабли провалились бы в бездну. Дальше, как утверждал Волива, начинался Аид, а за ним — некое загадочное место, в котором находятся призраки расы, населявшей Землю до Адама и Евы.
Доподлинно неизвестно, как и когда Волива стал плоскоземельцем. Однако в проповеди «Разоблачение ужасных условий отступничества» (англ. Exposure of Terrible Conditions in the Apostasy), прочитанной им 16 августа 1914 года, помимо обычных нападок на современную ему медицину и науку, он также осудил вышеупомянутую «троицу зла», а также выступил против общепринятых взглядов на Солнечную систему и Землю в частности. Например, он недоумевал, как Господь собирается осветить мир, который движется со скоростью один миллион пятьсот тысяч миль в день. Кроме того, он высмеивал идею шарообразной Земли и расстояние до Солнца. Впервые публично идеи о плоской Земле были высказаны Воливой в проповеди 26 декабря 1915 года, где он, в частности, заявил:

Я верю, что Земля плоская, покоится на воде; нет никакого движения Земли, никакой земной оси и земной орбиты. Это большая глупая гниль, рожденная в эгоистичном мозгу неверующих. <…> Моя астрономия содержится в Библии.
Оригинальный текст (англ.)I believe this earth is a stationary plane; that it rests upon water; and that there is no such thing as the earth moving, no such thing as the earth’s axis or the earth’s orbit. It is a lot of silly rot, born in the egotistical brains of infidels. <…> I get my astronomy from the Bible.
Окончательно вера в плоскую Землю укоренилась у Воливы, видимо, к 1916 году. Под влиянием идей Воливы в его церкви даже были изменены тексты церковных песнопений, так в гимне «Да здравствует сила имени Иисуса» (англ. All hail the power of Jesus' name) строки:
Let every kindred, every tribe,

On this terrestrial ball,

To him majesty ascribe,

And crown Him the Lord of All.
были заменены на:
Let every kindred, every tribe,

On this terrestrial plane,

To him majesty ascribe,

And praise his Holy Name.
Известность Волива получил в 1920-х годах, когда статьи о нём и о его взглядах стали публиковаться в прессе, сначала в местной, а затем и в общенациональной. Впрочем, ни сам Волива, ни его церковь, долгое время не публиковали материалов о плоской Земле. Однако вышедший 10 мая 1930 года целый выпуск «Листков исцеления» был посвящён доказательствам того, что земля плоская. В частности, в качестве доказательства плоской Земли была опубликована фотография береговой линии озера Уиннебейго протяжённостью 12 миль, описание гласило:

Каждый может поехать в Ошкош и увидеть это зрелище своими глазами в любой ясный день. В хороший бинокль можно разглядеть небольшие объекты на противоположном берегу. Это неопровержимо доказывает, что поверхность озера — это плоскость или горизонтальная линия… Научная ценность этой фотографии огромна.

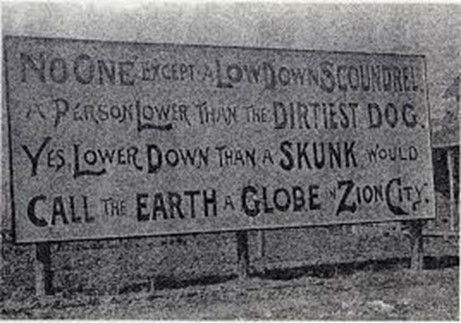
Билборд в Сионе: «Только подлый негодяй, личность ниже, чем самая грязная собака, да, ниже чем скунс, назовёт Землю шаром в Сионе»

В приходских школах Сиона были запрещены глобусы, а карты Земли в классах были нарисованы в соответствии с представлениями Воливы: в центре располагался Северный полюс, а Антарктида представляла собой ледяной пояс, окружавший плоскую Землю по периметру. Солнце, согласно школьной программе (составленной главой системы приходских школ суперинтендантом Апостлом Дармсом (англ. Apostle Darms)), было диском диаметром 32 мили, находившимся на расстоянии 2700 миль от Земли, тогда как небеса представляли собой твердый купол, на котором светила были закреплены, словно люстры на потолке. Вероятно, так же поступали учителя и в государственных школах, желая сохранить свои рабочие места. Приходские школы были закрыты в конце 1930-х в связи с поджогом храма и общим упадком города. После отстранения Воливы от власти, идея о плоской земле была отвергнута Христианской вселенской апостольской церковью.
В какой-то момент Волива планировал ради доказательств своих взглядов по поводу формы Земли и с целью проповеди провести кругосветное путешествие вокруг Антарктики, являвшейся, по мнению Воливы, ледяным ободком края Земли. Он считал, что будет двигаться как раз вокруг него, а не вокруг Южного полюса, посему, считал Волива, путешествие могло занять 6 месяцев. Когда в 1928 году лётчик и исследователь Антакртики Ричард Бёрд вознамерился совершить полёт над Южным полюсом, Волива отправил изданиям разных стран телеграммы с призывом немедленно приостановить полёт, поскольку, по мнению Воливы, самолёт Бёрда попадёт за ледяной край мира. Но когда выяснилось, что полёт прошёл успешно, Волива отказался в это верить, и предположил, что, раз Южного полюса не существует, то Бёрд мог пролететь вдоль ледяного барьера, опоясывающего Землю.
Кроме того, Волива несколько раз предсказывал конец света. В первый раз конец света был назначен на 1918 год, предзнаменованием которого была эпидемия испанки. Затем дата конца света сдвигалась на 1923, 1927 и 1930 годы, а в 1931 году Волива сдедад официальное заявление о начале «времени конца света», из-за чего информбюллетень «Листки исцеления» сменил название на «Последнее предзнаменование». Ещё в 1928 году Волива организует премию размером в 5000 долларов за опровержение теории плоской Земли, которую так никто и не получил ввиду неизменных аргументов Воливы, пропитанных демагогии. Журнал «Modern Mechanics» с явной иронией писал, что премию смог бы получить лишь космический путешественник, который сфотографировал бы Землю на расстоянии нескольких тысяч миль от неё. Волива же, утверждая премию, заявлял, что предложение остаётся в силе до 1935 года, поскольку в этот год «монстры эпохи джаза получат своё в виде высоковольтного тостера, выложенного огнём и серой». Однако 10 сентября 1935 года, когда предсказание Воливы не сбылось, тот через своего представителя заявил, что апокалипсис произойдёт 10 сентября 1942 года, тогда произойдут пять солнечных и два лунных затмения, за ними последует серия циклонов, землетрясений, засух, наводнений, цунами и извержений вулканов. Чуть позднее Волива перенёс конец света на год позже. На этот раз Италия, Франция, Великобритания и США, как считал Волива, объединятся и возродят Римскую империю, под руководством Муссолини по образцу фашистского режима, тогда как странами Центральной, Северной и Восточной Европы будет создана «великая коммунистическая конфедерация», и та совершит вторжение на Святую землю. Затем будет кровавая война, и убитые будут хорониться в течение семи месяцев, а потом произоёдет второе пришествие Христа и установится тысячелетнее Царство Божие на Земле. Когда Фарли выиграл на выборах школьного совета, Волива заявил, что Сатана «планирует захватить мир — вероятно, в сентябре». В качестве превентивной меры Волива организовал турне с духовым оркестром и сотней своих лучших работников, которое, по изначальному замыслу, должно было начаться в Чикаго, «сатанинском оплоте», и привести к неминуемому экономическому подъёму Сиона, который, однако, не произошёл.